# Тетраметилсвинец
Тетраметилсвинец — элементоорганическое вещество, простейшее алкилпроизводное металла свинца с формулой Pb(CH3)4, бесцветная горючая жидкость, не растворимая в воде. Чрезвычайно токсичен.

## Получение
- Реакция свинца (или сплав с 6-10% натрия) с хлорметаном:

{\displaystyle {\mathsf {2Pb+2CH_{3}Cl\ {\xrightarrow {}}\ Pb(CH_{3})_{2}+PbCl_{2}}}}
{\displaystyle {\mathsf {2Pb(CH_{3})_{2}\ {\xrightarrow {}}\ Pb(CH_{3})_{4}+Pb}}}
- Реакция хлорида свинца(II) с диметилцинком:

{\displaystyle {\mathsf {2PbCl_{2}+2Zn(CH_{3})_{2}\ {\xrightarrow {}}\ Pb(CH_{3})_{4}+Pb+2ZnCl_{2}}}}
- Действие реактива Гриньяра на гексахлороплюмбат аммония:

{\displaystyle {\mathsf {(NH_{4})_{2}[PbCl_{6}]+2CH_{3}MgBr\ {\xrightarrow {}}\ Pb(CH_{3})_{4}+2MgCl_{2}+2NH_{4}Cl}}}

## Физические свойства
Тетраметилсвинец образует бесцветную жидкость.

## Химические свойства
- Реагирует с иодом:

{\displaystyle {\mathsf {Pb(CH_{3})_{4}+I_{2}\ {\xrightarrow {}}\ Pb(CH_{3})_{3}I+CH_{3}I}}}
{\displaystyle {\mathsf {Pb(CH_{3})_{4}+2I_{2}\ {\xrightarrow {}}\ Pb(CH_{3})_{2}I_{2}+2CH_{3}I}}}
- Реагирует с газообразным хлористым водородом:

{\displaystyle {\mathsf {Pb(CH_{3})_{4}+HCl\ {\xrightarrow {}}\ Pb(CH_{3})_{3}Cl+CH_{4}}}}
{\displaystyle {\mathsf {Pb(CH_{3})_{4}+2HCl\ {\xrightarrow {}}\ Pb(CH_{3})_{2}Cl_{2}+2CH_{4}}}}
{\displaystyle {\mathsf {Pb(CH_{3})_{4}+3HCl\ {\xrightarrow {}}\ Pb(CH_{3})Cl_{3}+3CH_{4}}}}

## Безопасность
Тетраметилсвинец - высокотоксичное вещество , по аналогии с тетраэтилсвинцом (ТЭС). Отравление может произойти при вдыхании паров вещества, при попадании на кожу или внутрь.

## Применение
- Компонент устаревших антидетонационных присадок, добавлявшихся в состав автомобильных и авиационных бензинов. На данный момент применение тетраметилсвинца, как и тетраэтилсвинца, в качестве антидетонаторов, запрещено в большинстве стран, в том числе и в России. На данный момент заменён более безопасными и менее токсичными веществами, такими как ферроцен, трикарбонил(циклопентадиенил)марганец и МТБЭ.